# 高溪乡 (永新县)
高溪乡，是中华人民共和国江西省吉安市永新县下辖的一个乡镇级行政单位。

## 行政区划
高溪乡下辖以下地区：
高溪村、鄱阳村、大塘村、石市村、九陂村、下雨村、卸坪村和梅花村。